# Eugalta hubeiensis
Eugalta hubeiensis là một loài tò vò trong họ Ichneumonidae.